# 大沼 (稚内市)

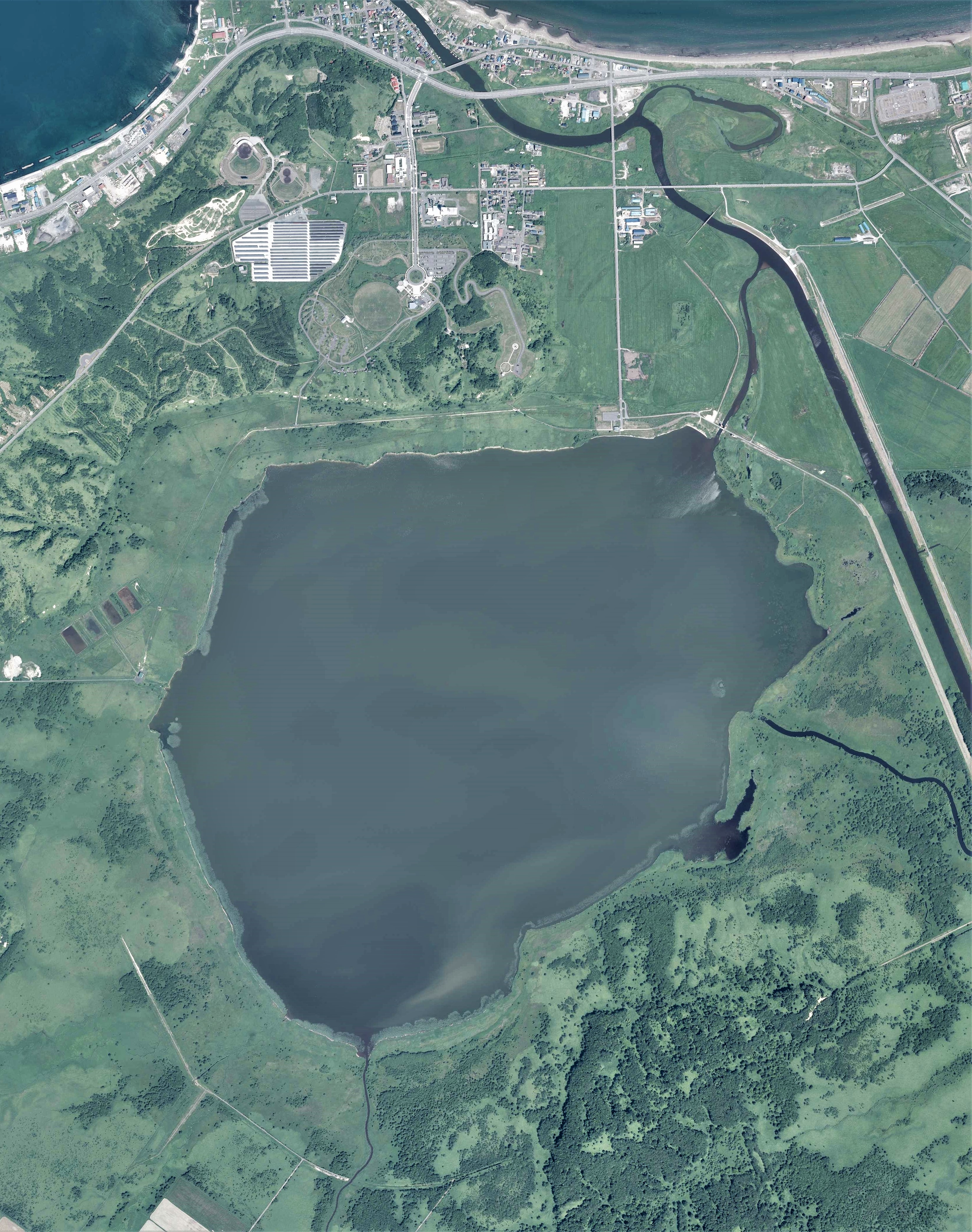
大沼周辺の空中写真。
2018年8月6日撮影の3枚を合成作成。
。

大沼（おおぬま）は、北海道の北端、稚内市中北部にある沼。別名シュプントウ沼。
砂州によって海と切り離された海跡湖にあたり、声問川下流部により宗谷湾とつながっている。

## 名称の由来
稚内市域で最大の沼であることから、俗に大沼と呼ばれるようになった。
アイヌ語では単に「ト（to）」（沼）と呼ばれたほか、「スプント（supun-to）」（ウグイ・沼）、「ホニ（honi）」（その腹）と呼ばれていたとされる。

## 流入・流出河川
- 流入河川 : サラキトマナイ川など
- 流出河川 : 声問川

かつて声問川は大沼に流入していたが、1958年からの治水工事によって直線化され、大沼の東を通過するようになった。

## 自然
近年コハクチョウが呼び寄せられ、日本でも有数の飛来地となった。オオハクチョウ・コブハクチョウ、マガン、アオサギなども飛来し、冬にシベリアからウトナイ湖・クッチャロ湖へ向かう中継地として羽を休む姿が見かけられる。周辺にはミズバショウの群落も見られる。

## 利用
北岸には稚内市大沼野鳥観察館（大沼バードハウス）があり、双眼鏡の貸し出しも行っており、観察室から野鳥の姿を見ることができる。
毎年、冬には凍結した湖面を利用し特設コースが設けられ、氷上での自動車による走行体験会や、タイムトライアル競技などが開催される。

## 歴史
1943年から1945年にかけては、大日本帝国海軍大湊海軍航空隊稚内派遣隊が大沼の北側（現在の大沼バードハウス付近）に所在し、零式水上偵察機を配備して宗谷海峡の哨戒等を行った。1943年（昭和18年）10月11日には、宗谷海峡を突破しようとする米海軍潜水艦ワフーに対し、稚内派遣隊の零式水上偵察機が爆雷攻撃や増援の水上艦艇への誘導を行い、同艦の撃沈に貢献した。

## 交通
稚内市街から東に6kmほどの場所にある。JR稚内駅からバス約25分「声問」下車、その後徒歩で約20分。稚内空港にも近い。

## 脚註
1. ↑  国土地理院 (2015年3月6日). “平成26年全国都道府県市区町村別面積調 湖沼面積” (PDF). 2015年3月7日閲覧。
2. 1 2 3  山田秀三『北海道の地名』（2版）草風館、浦安市〈アイヌ語地名の研究　山田秀三著作集　別巻〉、2018年11月30日、161-162頁。ISBN 978-4-88323-114-0。
3. ↑  2005年3月24日北海道放送によるニュースフロント内での放送。2007年3月26日読売新聞 北の港　群がるアザラシ（稚内（わっかない）＝北海道） : 日本の旅 : 国内 : 旅ゅーん : YOMIURI ONLINE（読売新聞）
4. ↑  “大沼野鳥観察館（大沼バードハウス）”.   稚内市. 2020年6月14日閲覧。
5. ↑  “稚内市大沼野鳥観察館”.   稚内振興公社. 2020年6月14日閲覧。
6. ↑  稚内市役所、稚内観光協会などの各公式サイトより。氷上チャレンジ・マイ・ドライビング お知らせ - 大沼スノーアタック2010 | 稚内観光協会公式サイト 大沼スノーアタック　（目指せ交通事故ゼロ）